# 古谷眞二
古谷 眞二（ふるや しんじ、1922年2月24日 - 1945年5月11日）は、大日本帝国海軍軍人。最終階級は海軍少佐。

## 経歴
1922年2月24日に東京都で生まれる。慶應義塾大学経済学部に入学するが、大東亜戦争の戦況拡大により、6ヶ月早い1943年9月に繰り上げ卒業となる。卒業後、海軍航空隊へ志願し、海軍飛行科予備学生（第13期）に合格。一式陸上攻撃隊に搭乗して飛行訓練を受ける。訓練を受けた後は、1944年10月1日に編成された第721海軍航空隊に配属となり、海軍中尉に任官。
1945年に菊水六号作戦が始まると、第8神風桜花特別攻撃隊神雷部隊攻撃隊指揮官として、同年5月11日に鹿屋飛行場から一式陸上攻撃機の派生形である4発陸上攻撃機「連山 (航空機)」に搭乗して南西諸島へ向かう。「最期の血の一滴まで戦うのだ!」と部下に命じ、自らは米国敵艦二艦に特攻・散華、二艦とも撃沈するという多大なる戦功を挙げた。享年23歳。戦死後、二階級特進で少佐となった。墓所は池上本門寺。

## 三島由紀夫自決への影響
三島事件によって決起を呼びかけて割腹自殺した三島由紀夫が、決起を起こす1ヶ月前に、江田島海上自衛隊第一術科学校教育参考館（現在の広島県江田島町にある海上自衛隊の教育資料館）を訪れた際に、特攻戦死した古谷の遺書を読み、「すごい名文だ。命が掛かっているのだから敵わない。俺は命をかけて書いていない!」と言って、声をあげて泣き出したという逸話が残る。この遺書は2012年現在、靖国神社遊就館に展示されている。

## 海軍飛行科予備学生時代の同期生
- 加藤曻
- 宅島徳光
- 幾瀬勝彬